# Tom Tjaarda

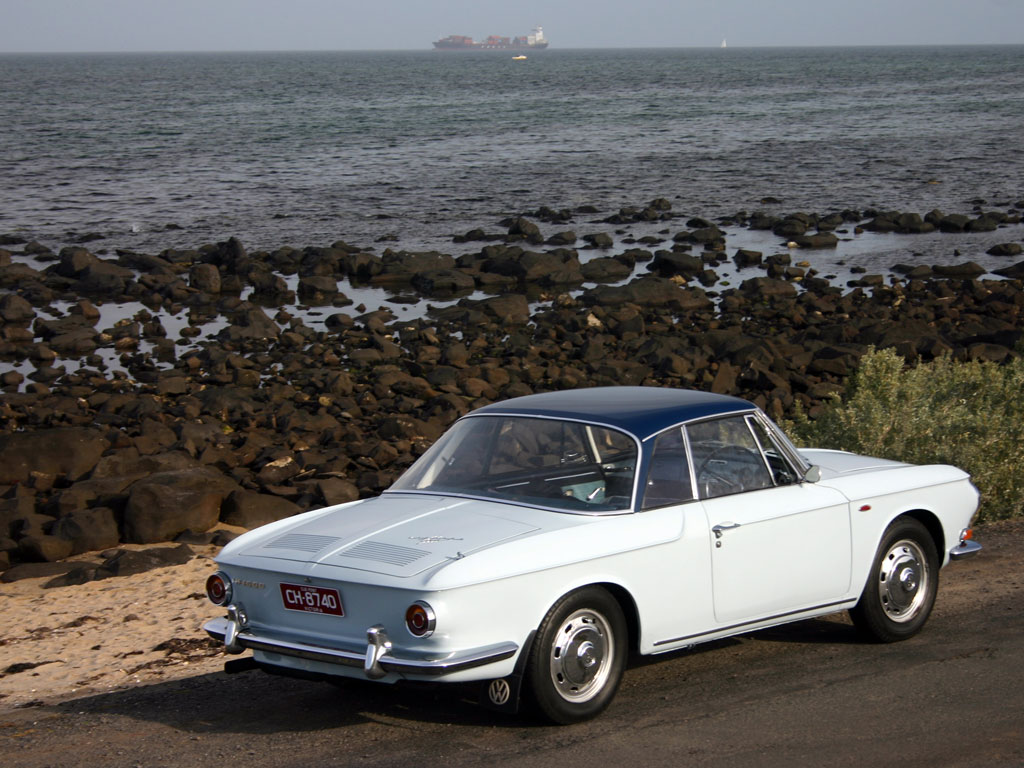
VW Karmann-Ghia Typ 34

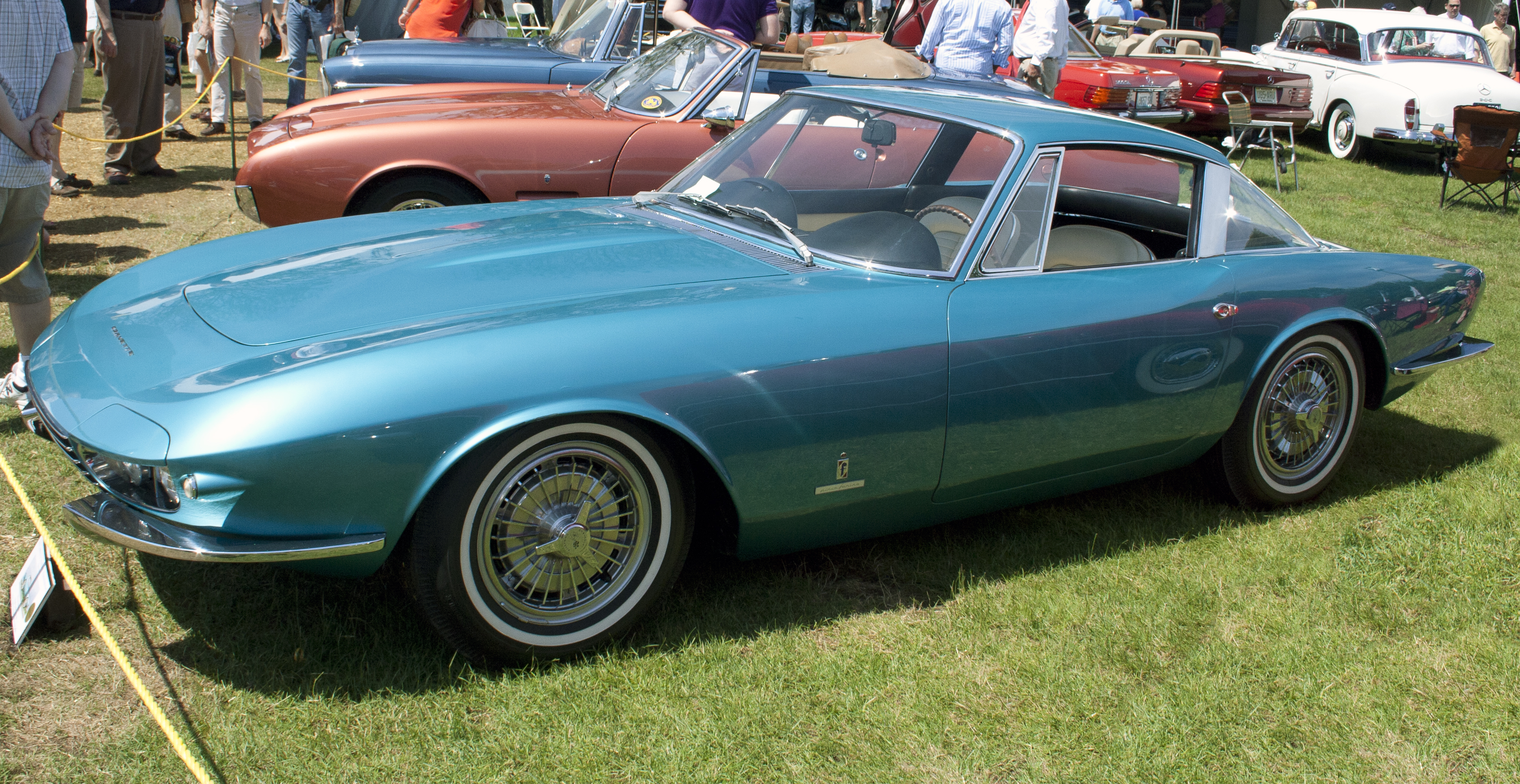
Chevrolet Corvette Rondine

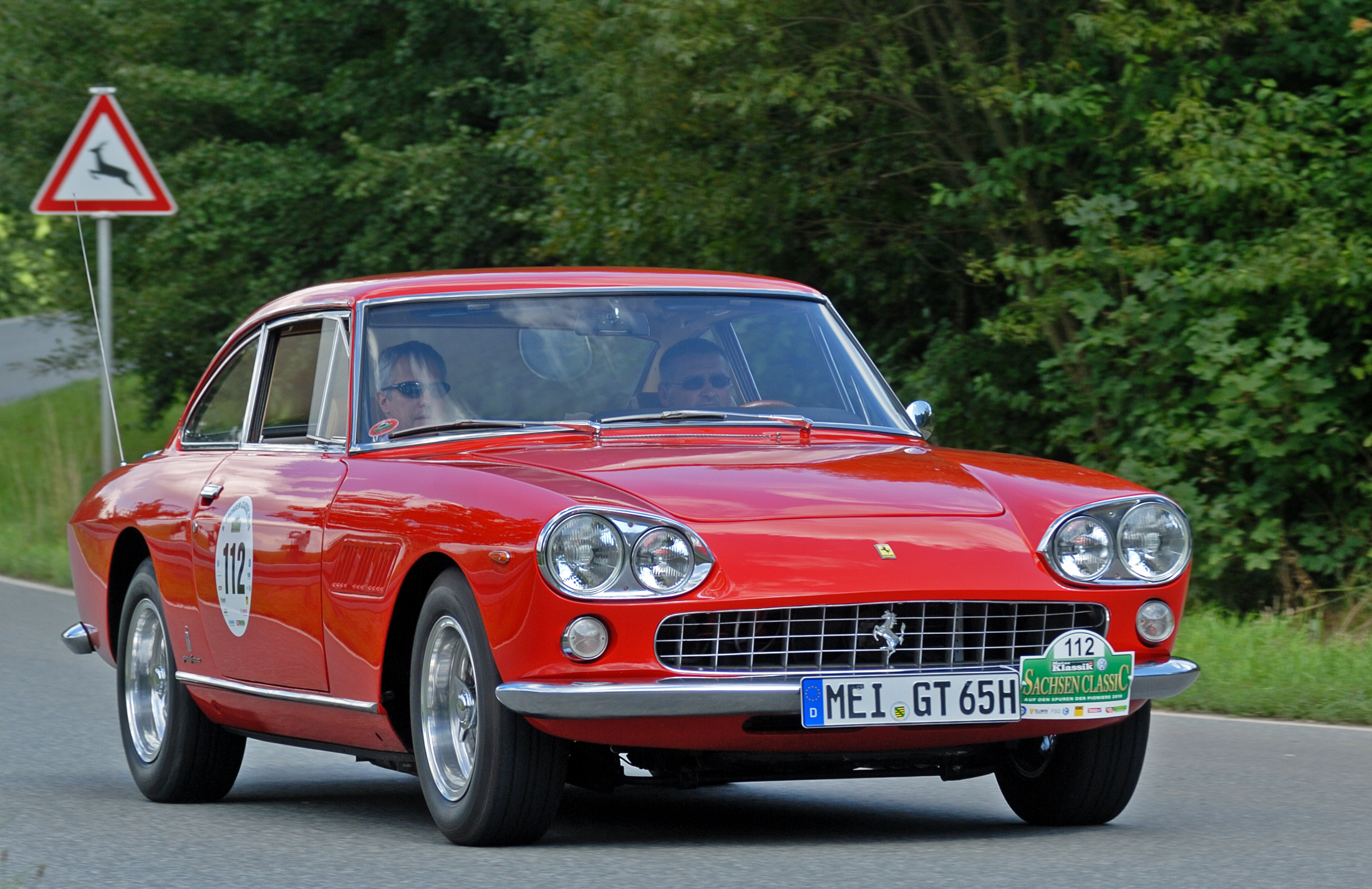
Ferrari 330 GT 2+2

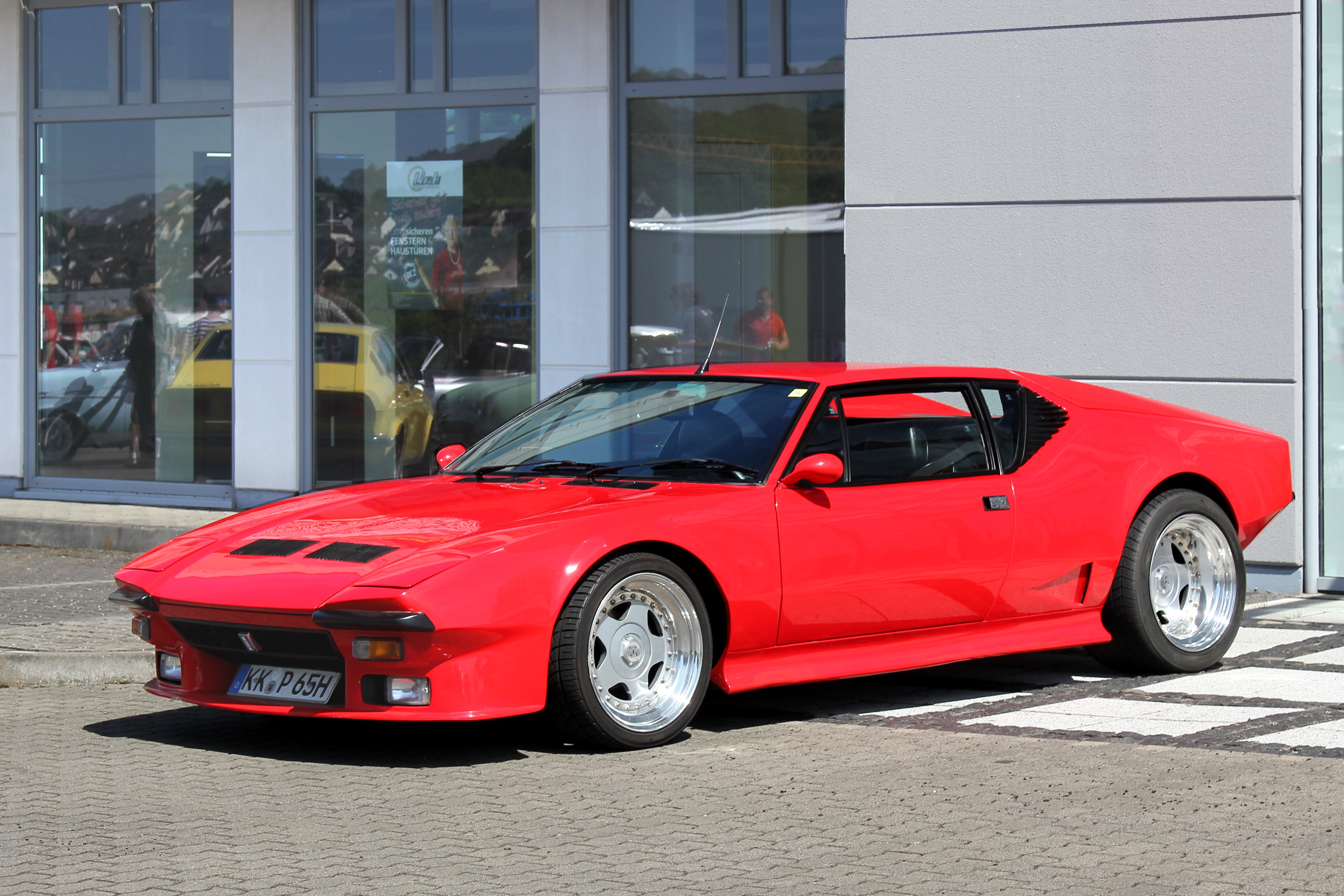
De Tomaso Pantera

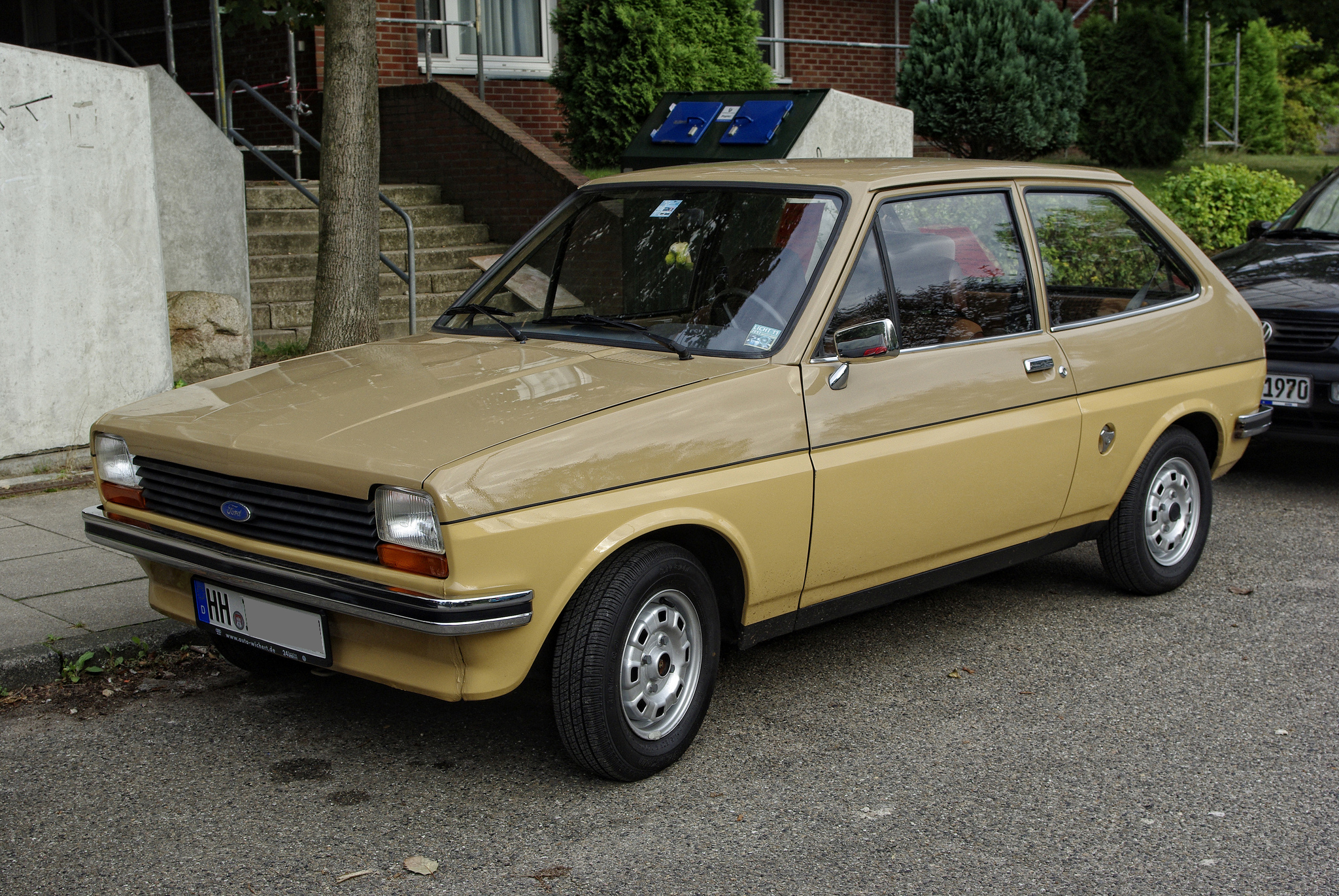
Ford Fiesta

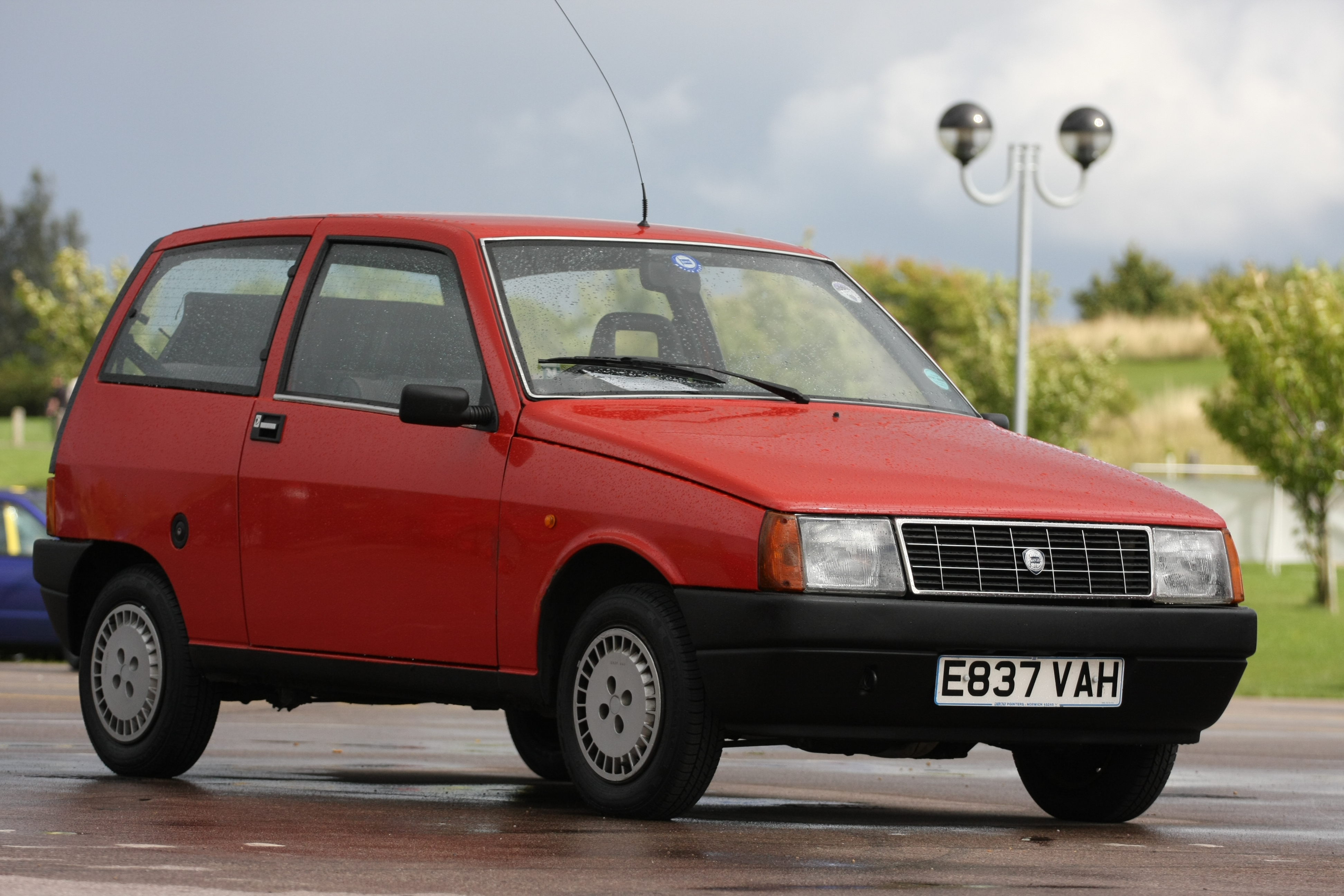
Lancia Y10

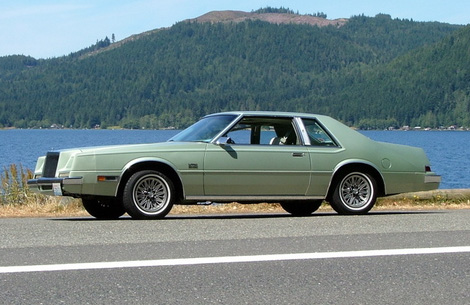
(Chrysler) Imperial

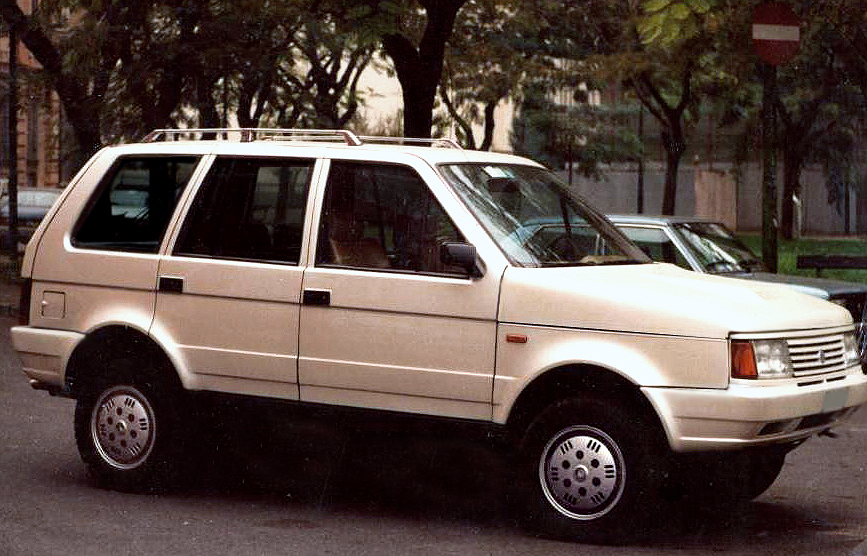
Rayton Fissore Magnum 4x4

Tom Tjaarda (eigentlich Stevens Thompson Tjaarda Van Starkenberg; * 23. Juli 1934 in Detroit, Michigan; † 1. Juni 2017 in Turin) war ein amerikanischer Designer niederländischer Abstammung, der in erster Linie im Automobilbereich tätig war und überwiegend in Italien arbeitete. Tjaarda war der Sohn des Designers John Tjaarda. Zu Tjaardas bekanntesten Schöpfungen gehören die Karosserien des De Tomaso Pantera und des ersten Ford Fiesta.

## Leben
Tom Tjaarda wurde 1934 in Detroit geboren. Sein Vater John Tjaarda war gebürtiger Niederländer, der nach dem Ersten Weltkrieg in Großbritannien zum Flugzeugingenieur ausgebildet worden war. 1923 emigrierte John Tjaarda in die USA, wo er zunächst vor allem in Hollywood als Designer für Automobilkarosserien arbeitete. In den frühen 1930er-Jahren war er bei Ford in Detroit unter Vertrag. Hier gestaltete er unter anderem den als Design-Meilenstein geltenden Lincoln-Zephyr (1939).
Nach der Scheidung seiner Eltern 1939 wuchs Tjaarda bei seiner Mutter in Detroit auf. Von 1953 bis 1958 studierte er Architektur und Industriedesign an der Universität von Michigan. Einer seiner dortigen Ausbilder machte ihn 1956 mit Luigi Segre, dem damaligen Leiter der Carrozzeria Ghia, bekannt. Daraus ergab sich 1958 Tjaardas Einstieg ins Automobildesign, das seitdem den Schwerpunkt seiner Tätigkeit darstellte.
Tjaarda war seit 1958 eng mit Italien verbunden. Neben der Carrozzeria Ghia bestand eine längere berufliche Beziehung zu De Tomaso. Bis zuletzt lebte Tjaarda in Turin, wo er das Studio Tjaarda Design unterhielt.

## Beruflicher Werdegang
Vermittelt durch seinen Professor für Industriedesign an der Universität von Michigan, erhielt Tjaarda im September 1958 eine erste Anstellung bei der Carrozzeria Ghia. Im Auftrag Ghias ging er vorübergehend zum niedersächsischen Eisenbahnwagenhersteller Linke-Hofmann-Busch, für den er ein Ausstellungsexponat entwarf. Bei Ghia war Tjaarda anfänglich nur für Details zuständig, nicht hingegen für das komplette Fahrzeug. Eine seiner ersten Arbeiten war die Heckpartie des VW Karmann-Ghia Typ 34. Komplett unter Tjaardas Verantwortung entstand ein Ghia-Coupé auf der Basis des Innocenti 1100.
Von 1961 bis 1965 arbeitete Tjaarda für Pininfarina. Hier entstand unter anderem sein Entwurf für den Corvette Rondine, ein Unikat auf der Basis des Chevrolet Corvette, dessen Linienführung Giorgetto Giugiaro als Vorbild für den Iso Grifo nahm. Es folgten kurze Tätigkeiten für OSI und Giugiaros Unternehmen Ital Styling, bevor Tjaarda 1968 zur Carrozzeria Ghia zurückkehrte. Ghia gehörte zu dieser Zeit Alejandro de Tomaso, 1970 übernahm Ford das Turiner Studio. Tjaarda blieb bis 1977 bei Ghia; hier entwarf er nahezu alle Serienfahrzeuge für De Tomaso, darunter den Pantera und die Studie Pantera II. Zuvor hatte er bereits einige Karosserien für Ferrari entworfen. Sein Wunsch, daneben auch einen Maserati einzukleiden, erfüllte sich nicht; allerdings wurde Tjaardas Entwurf des De Tomaso Longchamp in einer von Pietro Frua geringfügig überarbeiteten Version ab 1976 als Maserati Kyalami verkauft. Das am weitesten verbreitete Auto mit einer von Tom Tjaarda gestalteten Karosserie war die erste Serie des Ford Fiesta.
Von 1977 bis 1981 leitete Tjaarda Fiats Centro Stile in Turin. Hier verantwortete er außer dem Design des Lancia Y10 vor allem Facelifts bekannter Fiat-Modelle, die hier für die Übernahme durch Fiats südamerikanische Töchter oder Partner wie Seat oder Zastava äußerlich überarbeitet wurden. Ab 1982 war Tjaarda vorübergehend für Rayton Fissore tätig. 1984 gründete er sein eigenes Designstudio in Turin, das anfänglich als Dimensione Design firmierte und später in Tjaarda Design umbenannt wurde.

## Werk
Tom Tjaarda gestaltete insgesamt mehr als 70 Automobile.

### Serienfahrzeuge
- Innocenti 950 Sport (1960)
- VW Karmann-Ghia Typ 34 (1960)
- Ferrari 330 GT 2+2
- Fiat 124 Pininfarina Spider
- Ferrari 365 California Spyder
- De Tomaso Deauville
- De Tomaso Longchamp
- De Tomaso Pantera
- Ford Fiesta
- Ford Maverick
- Lancia Y10
- Seat Ronda
- Chrysler Imperial
- Rayton Fissore Magnum
- Lamborghini Diablo (Interieur)
- Qvale Mangusta (Überarbeitung eines Marcello-Gandini-Designs)
- Fiat Barchetta (Facelift)

### Prototypen und Einzelstücke (Auswahl)
- Coupé auf der Basis des Renault Dauphine (1960)
- Fiat 2300 Pininfarina Lausanne Coupé (1964)
- Chevrolet Corvette Rondine: Coupé auf der Basis des Chevrolet Corvette (1963 und 1964)
- Serenissima Ghia (1968)
- Ghia Centurion (1968)
- Lancia Flaminia Marica (1969), stilistisches Vorbild für den in Kleinstserie gefertigten Momo Mirage.
- De Tomaso Zonda
- De Tomaso Pantera II